# Puerto Montt (flygplats)
Puerto Montt är en flygplats i Chile.   Den ligger i provinsen Provincia de Llanquihue och regionen Región de Los Lagos, i den södra delen av landet, 900 km söder om huvudstaden Santiago de Chile. Puerto Montt ligger 89 meter över havet.
Terrängen runt Puerto Montt är platt. Runt Puerto Montt är det ganska tätbefolkat, med 108 invånare per kvadratkilometer.. Närmaste större samhälle är Puerto Montt, 12,9 km öster om Puerto Montt. 
I omgivningarna runt Puerto Montt växer i huvudsak städsegrön lövskog.